# Euro-Bus der Oesterreichischen Nationalbank

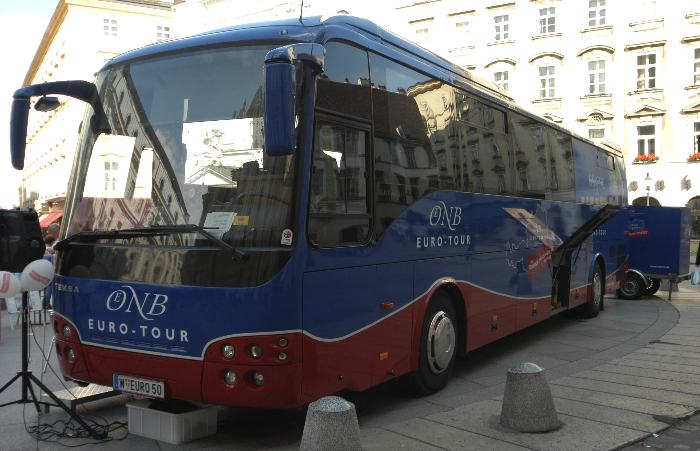
Euro-Bus: eine fahrende Filiale der Oesterreichischen Nationalbank

Der Euro-Bus der Oesterreichischen Nationalbank ist eine Aktion, um der Bevölkerung die Möglichkeit zu geben, noch vorhandene Schilling-Bestände einfach und kostenlos in Euro umzuwechseln und sich über die Sicherheitsmerkmale der Euro-Scheine zu informieren. Als Anreiz zum Besuch wird ein Gewinnspiel veranstaltet.

## Geschichte
Erstmals wurde die während der Sommermonate durchgeführte Rundfahrt durch Österreich 2002 von der Oesterreichischen Nationalbank veranstaltet. 2007 beispielsweise wurden zwischen 1. Juni und 31. August 64 Städte in allen neun Bundesländern angefahren. Eines der Ziele des Euro-Busses ist es, vor allem den Österreichern, aber auch ausländischen Staatsbürgern eine einfache Möglichkeit zu bieten, die rund 10 Milliarden Schilling (ungefähr 727 Millionen Euro), die laut Oesterreichischer Nationalbank noch in den österreichischen Haushalten nutzlos herumliegen, in Euro-Bargeld umzutauschen. Bei allen durchgeführten Rundfahrten des Euro-Busses wurden über 372.600 Besucher registriert und über 272 Millionen Schilling (ungefähr 19,8 Millionen Euro) umgewechselt.

## Schilling-Euro-Tausch
Eine Zielgruppe der Euro-Bus-Rundfahrten sind jene Personen, die in ihren Haushalten Schillingbestände aufgefunden haben, die von den Banken aber unter dem Verweis auf die Oesterreichische Nationalbank in Wien beziehungsweise deren Zweigstellen in den Landeshauptstädten nicht mehr umgetauscht wurden.
Besonders hingewiesen wird dabei auch immer wieder auf die Umtauschmöglichkeit von Geldscheinen, die schon vor der Einführung des Euro durch neugestaltete Banknoten ersetzt wurden und nur noch von der Nationalbank bis zum Ende der gesetzlichen Umtauschfrist umgewechselt werden. So sind seit April 2018 nur noch die Banknoten der letzten Serie in Euro-Bargeld umtauschbar.
Am 31. August 2007 bestand die letzte Möglichkeit, die 500-Schilling-Banknote (ungefähr 36 Euro) mit dem Porträt von Josef Ressel in Euro umzutauschen. Über 360.000 dieser Geldscheine wurden von ihren Besitzern noch nicht in die neue Währung gewechselt.
2006 wurde besonderes Augenmerk auf 100-Schilling-Geldscheine (ungefähr 7,3 Euro) mit dem Porträt der Malerin Angelika Kauffmann gelegt, da diese Banknote am 28. November des gleichen Jahres ihre Gültigkeit und damit ihren Wert verlor.
2005, ebenfalls am 31. August, war die letzte Umtauschmöglichkeit für die 1000-Schilling-Banknote (ungefähr 72 Euro) mit dem Porträt von Bertha von Suttner. Im Umlauf waren diese Geldscheine zwischen 1970 und 1985. Rund 463.000 Banknoten verloren an diesem Tag ihren Wert.
Im Jahr 2006 wurden von 40.759 Personen 61.954.036 Schilling in ungefähr 4,5 Millionen Euro gewechselt. Durchschnittlich sind dies 860.473 Schilling (ungefähr 62.500 Euro) pro Station. Am Spitzentag dieses Jahres (5. August 2006 am Michaelerplatz in Wien) wurden von rund 1.500 Personen etwa 3,57 Millionen Schilling (ungefähr 0,3 Millionen Euro) zum Umtauschen gebracht. Am Tag zuvor wurde der höchste von einer einzigen Person gebrachte Geldbetrag umgewechselt: 311.000 Schilling (ungefähr 22.600 Euro).
An vier Tagen wurden in Niederösterreich jeweils mehr als 2 Millionen Schilling (ungefähr 0,15 Millionen Euro) pro Tag umgewechselt (zwei Mal in Sankt Pölten, in Wiener Neustadt und in Baden bei Wien).
Seit dem Jahr 2002 wurden auf diese Art über 272 Millionen Schilling (ungefähr 19,8 Millionen Euro) umgetauscht.

## Information
Hauptthema der Informationen rund um das Thema „Euro“ beim Euro-Bus sind die Sicherheitsmerkmale, mit denen die Euro-Scheine zur Erschwernis von Fälschungen ausgestattet sind.
2006 zum Beispiel ließen sich etwa 25.700 Personen darüber informieren.